# 密陽性暴力事件
密陽女中学生集體性暴力事件（韓語：밀양여중생집단성폭력사건）或 2004密陽女中生集體性暴力事件，是2004年3月－11月發生於韓國慶尙南道密陽市，崔姓姊妹等3名居住於蔚山的女中學生被41名居住於慶尙南道密陽市駕谷洞外的男高校生綁架輪姦的犯罪事件。追加共犯者70名。本事件爆發後從調查程序對受害人的二次傷害的最終判決結均備受爭議，最終無加害者留下刑事記錄。

## 外部連結
- 집단성폭행 가해자 41명외 ‘70여명’ 더 있다（页面存档备份，存于） 한겨레신문 2004.12.09 
- 성폭행 보다 잔인한 학교·사회 '충격'…'밀양사건' 피해 여학생 결국 가출（页面存档备份，存于） 조선일보 2007.06.17 
- 경관이 성폭행피해자 ‘폭언’（页面存档备份，存于） 한겨레 2004년 12월 11일자  
- Outrage sparked by serial rape case （英文）
- justice for miryang victims（页面存档备份，存于） （英文）
- Serial gang rapes in Miryang （英文）
- https://www.storm.mg/article/378776（页面存档备份，存于）